# Новоселівка (Куп'янський район)
Новосе́лівка —  село в Україні, у Великобурлуцькій селищній громаді Куп'янського району Харківської області. Населення становить 58 осіб. Орган місцевого самоврядування — Великобурлуцька селищна рада. Відстань до центру громади становить близько 6 км і проходить автошляхом місцевого значення.

## Географія
Село Новоселівка знаходиться на лівому березі безіменного притоки річки Великий Бурлук, вище за течією за 2 км розташоване селище Підсереднє, нижче за течією примикає село Горяне. На річці велика загата (~ 30 га), навколо села великі лісові масиви (дуб, клен). За 2 км проходить автомобільна дорога Т 2115.
У селі є дві вулиці — Дачна та Лісна.

## Історія
12 червня 2020 року, відповідно до розпорядження Кабінету Міністрів України № 725-р «Про визначення адміністративних центрів та затвердження територій територіальних громад Харківської області», Новоолександрівська сільська рада об'єднана з Великобурлуцькою селищною громадою.
19 липня 2020 року, в результаті адміністративно-територіальної реформи та ліквідації Великобурлуцького району, село увійшло до складу Куп'янського району Харківської області.
24 лютого 2022 року почалася російська окупація села.
11 вересня 2022 року під час слобожанського контрнаступу Збройних сил України від російських окупантів звільнено населені пункти Великобурлуцької селищної територіальної громади.